# Bilsk, Rokîtne
Bilsk (în ucraineană Більськ) este un sat în comuna Blajove din raionul Rokîtne, regiunea Rivne, Ucraina.

## Demografie
Componența lingvistică a localității Bilsk
     Ucraineană (99,73%)
     Alte limbi (0,13%)
Conform recensământului din 2001, majoritatea populației localității Bilsk era vorbitoare de ucraineană (99,73%), existând în minoritate și vorbitori de alte limbi.